# Ольховатка
Ольхова́тка — селище Вуглегірської міської громади Горлівського району Донецької області, Україна. Розташоване за 68 км від Донецька. Населення становить 3129 осіб.

## Географія
Селище розташоване біля місця впадання в річку Булавинка її лівої притоки — річки Ольховатки — яка і дала назву населеному пункту.
Сусідні населені пункти: на півночі — Іллінка (примикає; вище за течією Булавиної); північному заході — Булавине, Савелівка; північному сході — Рідкодуб (Бахмутський району), Рідкодуб (Шахтарський району); заході -Комишатка (примикає), Булавинське, Прибережне (нижче за течією Булавиної); сході — Кам'янка, Нікішине; південному сході — Польове, Кумшацьке; півночі — Славне; півдні — Новоорлівка, Весела Долина.

## Населення
За даними перепису 2001 року населення селища становило 3923 особи, із них 13,46 % зазначили рідною мову українську, 86,08 % — російську, 0,28 % — білоруську, 0,03 % — болгарську та угорську мови.

## Історичні відомості
За даними на 1859 рік у казенному селі Слов'яносербського повіту Катеринославської губернії мешкало 2382 особи (1205 чоловіків та 1177 жінок), налічувалось 327 дворових господарства, існувала православна церква, проходило 2 щорічних ярмарки.
Станом на 1886 рік в селі Чорнухинської волості, мешкало 2848 осіб, налічувалось 402 двори, існували православна церква, 2 лавки, ренський погріб, відбувалось 3 щорічних ярмарки.
9 листопада при обстрілі терористами загинули молодший сержант батальйону «Полтавщина» Олександр Матійчук та рядовий Віталій Кузьменко. 10 листопада 2014 року терористи з «Градів» обстріляли табір українських сил поблизу Ольховатки, втрат вдалося уникнути завдяки своєчасно отриманій інформації та добре облаштованому інженерному обладнанню. 15 листопада 2014-го загинув під час обстрілу біля Ольховатки старший сержант 14 механізованої бригади Юрій Вєтров — снаряд влучив у бліндаж. Сержант Вєтров був поранений у стегно, доки засипаний бліндаж розкопали, втратив багато крові. Помер під час транспортування до госпіталю. Уночі з 23 на 24 листопада під час обстрілу терористами з «Градів» загинув військовик батальйону тероборони «Волинь» Сергій Склезь. 29 січня 2015-го під час артилерійського обстрілу терористами загинув солдат 17-ї бригади Іван Яковенко.

## Персоналії
- Лозова Алла Іванівна — депутат Верховної Ради УРСР 8-9-го скликання.